# Просвирнова, Софья Сергеевна
Софья Сергеевна Просвирнова (род. 20 декабря 1997, Санкт-Петербург) — российская шорт-трекистка, выступающая за Данию, заслуженный мастер спорта России (2015). Участвовала на зимних Олимпийских играх 2014 года и зимних Олимпийских играх 2018 года. Трёхкратная победительница европейского юношеского зимнего олимпийского фестиваля (2013).

## Детство и юность
Софья родилась в Санкт-Петербурге. В семье Просвирновых спортсменов не было, поэтому решение записать маленькую Соню в спортивную секцию родителям продиктовало желание направить избыток энергии юркого ребенка в полезном направлении. Сначала отдали в секцию фигурного катания в возрасте 5 лет.
Софья быстро научилась стоять на льду и через полгода уже легко скользила на коньках. Однако прыжки не удавались, она с трудом делала двойные прыжки, хотя ровесницы уже крутили тройные. В 11 лет тренеры сказали, что перспектив больших нет, поэтому Соню перевели в конькобежный спорт, но и там классические коньки наскучили и она перешла в синхронное плавание, и через год поняла, что это не её вид спорта.

## Карьера
Переход в шорт-трек произошёл случайно, Софья хотела отдохнуть в летнем лагере, но мама тайком записала её в спортивный лагерь конькобежцев. Там она познакомилась со сверстниками и её пригласили на сборы в Пензу, где её заметил тренер Николай Третьяков и увидел в ней будущую звезду. Так в 2010 году она попала к тренеру Светлане Третьяковой. Параллельно с тренировками она училась в школе-интернате «Олимпийские надежды.» В январе 2013 года она впервые участвовала на юниорском чемпионате мира в Варшаве и в эстафете завоевала бронзу.
Если летом 2013 года о ней не знал никто, то осенью заговорили все. Софья успешно выступила на Кубке СКР и попала в национальную сборную на этапы Кубка мира в Шанхае, где заняла 4-е место на дистанции 500 метров. Через год она уже выиграла в беге на 500 м на чемпионате мира среди юниоров в Эрзуруме и стала чемпионкой России на дистанции 500 м в Коломне. В феврале участвовала на зимних Олимпийских играх в Сочи.

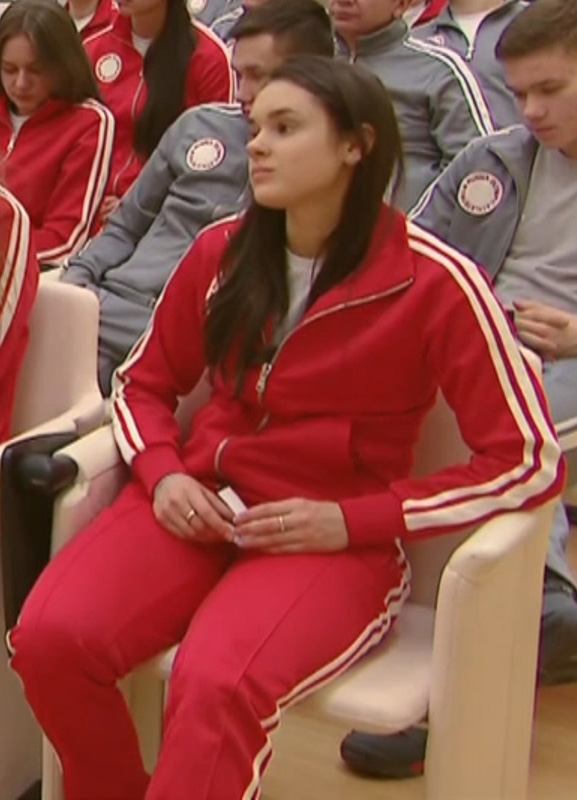
На встрече с Владимиром Путиным перед поездкой на Олимпиаду в Пхёнчхане

На своём первом чемпионате Европы в Дордрехте выиграла серебряный медали на дистанции 500 и 1500 м и золотую на 1000 м, в итоге заняла 2-е место в общем зачёте. Софья стала в 2016 году бронзовым призёром чемпионата мира в Сеуле в эстафете.. В январе 2017 года на юниорском чемпионате мира в Инсбруке стала третьей в многоборье и второй в эстафете.
С 2016 года является военнослужащей Вооружённых Сил Российской Федерации по контракту, занимает должность инструктора в ЦСКА. Участвовала в III зимних Всемирных военных играх 22 — 28 февраля 2017 года в Сочи, заняла 4-е место. Имеет воинское звание «сержант».
В 2017 году выиграла серебро в многоборье на чемпионате Европы в Турине, завоевав золото на 1000 м и серебро на 1500 м., обладательница второго места в многоборье.
В январе 2018 года на чемпионате Европы в Дрездене стала бронзовым призёром в общем зачёте и выиграла золото в эстафете, а в феврале 2018 года представляла Россию на зимних Олимпийских играх Пхёнчхане. В том же году, в марте стала
серебряным призёром чемпионата мира в Монреале на дистанции 1000 метров.
На этапе Кубка мира в феврале 2019 года завоевала три золотых награды — на дистанции 1000 м и в двух эстафетах. На чемпионате Европы в Дордрехте взяла золото на 1000 м и бронзу на 1500 м, и выиграла в абсолютном зачёте серебряную медаль. В марте на зимней Универсиаде в Красноярске завоевала золотую медаль в эстафете. 9 марта 2019 года Софья Просвирнова завоевала бронзу на дистанции 1500 м на чемпионате мира в Софии.
В 2020 году на чемпионате Европы в Дебрецене выиграла бронзу в эстафете. А 2021 году в Гданьске выиграла бронзу на 1500 м и бронзу в многоборье. Софья не выдержала психологически после неудачи на Олимпиаде-2022 в Пекине и вполне могла завершить карьеру, но все же вернулась. В апреле 2023 года после того, как вышла замуж за датского конькобежца Виктора Хальда Торупа, сообщила о смене гражданства на датское и переходе из шорт-трека в конькобежный спорт. Заняла на чемпионате Европы по спринтерскому многоборью 2025 года 6-е место.

## Личная жизнь
С июня 2019 года встречалась с датским конькобежцем Виктором Хальдом Торупом (род. 1994). Летом 2021 года Торуп сделал Просвирновой предложение руки и сердца. Свадьба состоялась 9 сентября 2022 года.

## Личные рекорды в шорт-треке
| Дистанция | Результат | Дата |
| --------- | --------- | ---- |
| 500 м     | 42,911    | 2019 |
| 1000 м    | 1.28,101  | 2019 |
| 1500 м    | 2.20,001  | 2017 |
| 3000 м    | 5.01,580  | 2018 |

## Личные рекорды в конькобежном спорте
| Дистанция | Результат | Дата            | Место          |
| --------- | --------- | --------------- | -------------- |
| 500 м     | 38,30     | 21 декабря 2024 | Солт-Лейк-Сити |
| 1000 м    | 1.15,46   | 6 февраля 2024  | Солт-Лейк-Сити |
| 1500 м    | 1.55,60   | 21 декабря 2024 | Солт-Лейк-Сити |
| 3000 м    | 4.19,99   | 26 января 2024  | Солт-Лейк-Сити |